# Gotard Wilhelm Butler
Gothard Wilhelm Butler herbu Butler (ur. ok. 1600 roku w Goldyndze – zm. 12 października 1661 roku) – podskarbi nadworny koronny w 1654 roku, podkomorzy nadworny koronny w latach 1654-1661, dworzanin królewski w 1649 roku, pisarz kancelarii koronnej w 1624 roku, dowódca straży przybocznej króla Jana Kazimierza, podskarbi królowej Polski Ludwiki Marii Gonzagi, starosta preński, nowski, starosta parnawski w 1654 roku, starosta bolesławski w 1655 roku, hrabia cesarstwa od 1651, ekonom grodzieński w latach 1653-1661. 

## Życiorys
Syn Teodora Butlera i Doroty von Streithorst, wnuk Jana. Rozpoczynał służbę jako pisarz dworski. Wkrótce potem został dworzaninem królewicza Jana Kazimierza. Był z nim związany aż do swojej śmierci. Towarzyszył królowi także w wyprawie do Hiszpanii w 1638 roku i był z nim więziony przez kardynała Richelieu we Francji. Dzięki wymianie listów, które osobiście przewoził do Ludwika XIV i polskiego dworu, król został wkrótce oswobodzony. Jako pierwszy z członków swojej rodziny porzucił protestantyzm na rzecz katolicyzmu.
Po objęciu starostwa (wówczas jednego z bogatszych w Rzeczypospolitej) rozpoczął budowę zamku w Prenach.
W 1648 roku był elektorem Jana II Kazimierza Wazy z województwa inflanckiego.
Pojął za żonę Konstancję Wodyńską, córkę Marka Wodyńskiego, kasztelana podlaskiego. Po jego śmierci tytuł podkomorzego przejął jego najstarszy syn Teodor.